# Charles Delanglade
Pour les articles homonymes, voir Delanglade.
Charles Henri Delanglade, né à Marseille le 26 mai 1870 et mort dans la même ville le 20 janvier 1952, est un sculpteur et céramiste français.

## Biographie
D'une famille de notaires, fils de notables marseillais, Charles Delanglade est le frère d'Édouard Delanglade. Il entre à l'École des beaux-arts de Marseille où il est élève d'Émile Aldebert. Il est ensuite admis aux Beaux-Arts de Paris où il est élève de Jules Cavelier puis de Louis-Ernest Barrias. Il termine sa formation en parcourant l'Italie : Vérone, Florence, Padoue, Venise et Rome. Il expose peu au Salon des artistes français, où il obtient une mention honorable en 1910 pour une sculpture en marbre intitulée Vers la vie. Il est admis à l'Académie de Marseille, succédant à Jules Cantini, et prononce son discours de réception le 15 juin 1919.
L'œuvre de Charles Delanglade est très varié : portraits, médailles, bibelots d'art en argent, ivoire, bronze doré ou en marbre, faïences et grès. Paul Barlatier dira dans sa réponse au discours de réception de Delanglade à l'Académie de Marseille : « Vous aimez ces créations d'émail ou de terre cuite, ces grès qui hésitent entre deux états aux limites précises de la faïence et du verre, ces irrisations [sic] précieuses, ces métallisations si délicates à obtenir. »
Il avait épousé à Marseille le 9 juillet 1903 Marguerite Cyprien-Fabre, fille de l'armateur Cyprien Fabre.

## Œuvres

### Groupes Louis XIV
En 1911, la banquier et armateur Joseph Bonnasse (1877-1936) restructure la vaste propriété familiale située au Cabot dans les quartiers sud de Marseille qui avait été achetée en 1886 par son grand-père Eugène Bonnasse (1826-1904). À cette occasion un grand bassin sera construit avec, pour décoration, un ensemble de trois groupes en bronze sculptés. Celui du centre dit " Louis XIV " représentant une femme jouant avec trois enfants, est  complété par deux autres sculptures représentant chacune un enfant et un dauphin. La réalisation de cet ensemble sera confiée à Charles Delanglade. Il s'agit de la commande monumentale la plus importante faite à l'artiste. La Fonderie d'art du Val d'Osne assurera la fabrication de cette œuvre ; le groupe Louis XIV sera livré en février 1912 et les deux  autres en février 1914. On peut signaler pour l'anecdote, qu'après ces travaux, Henri Bonnasse (1899-1984) fils de Joseph Bonnasse épousera en 1930 Hélène Delanglade (1908-1984), fille du chirurgien  Édouard Delanglade frère du sculpteur.
La propriété sera ensuite vendue et fera l'objet de la construction d'un grand ensemble de logements appelé La Rouvière. Le bassin et les trois sculptures de Charles Delanglade sont les seuls vestiges de l'ancienne propriété Bonnasse.

Groupe Louis XIV
Enfant et dauphin, (première sculpture)
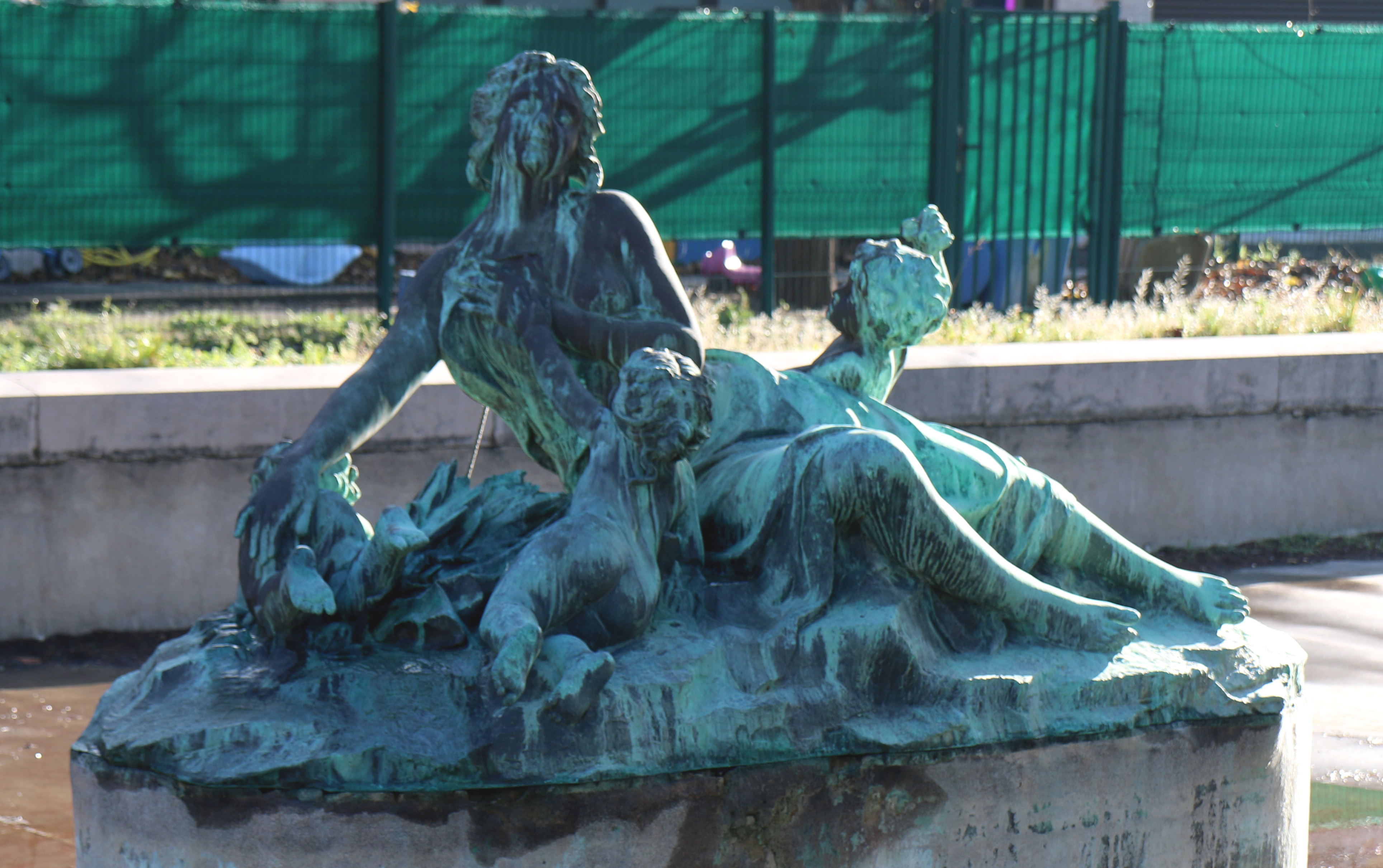
Groupe central : Femme jouant avec trois enfants
Enfant et dauphin, (deuxième sculpture)

### Autres sculptures

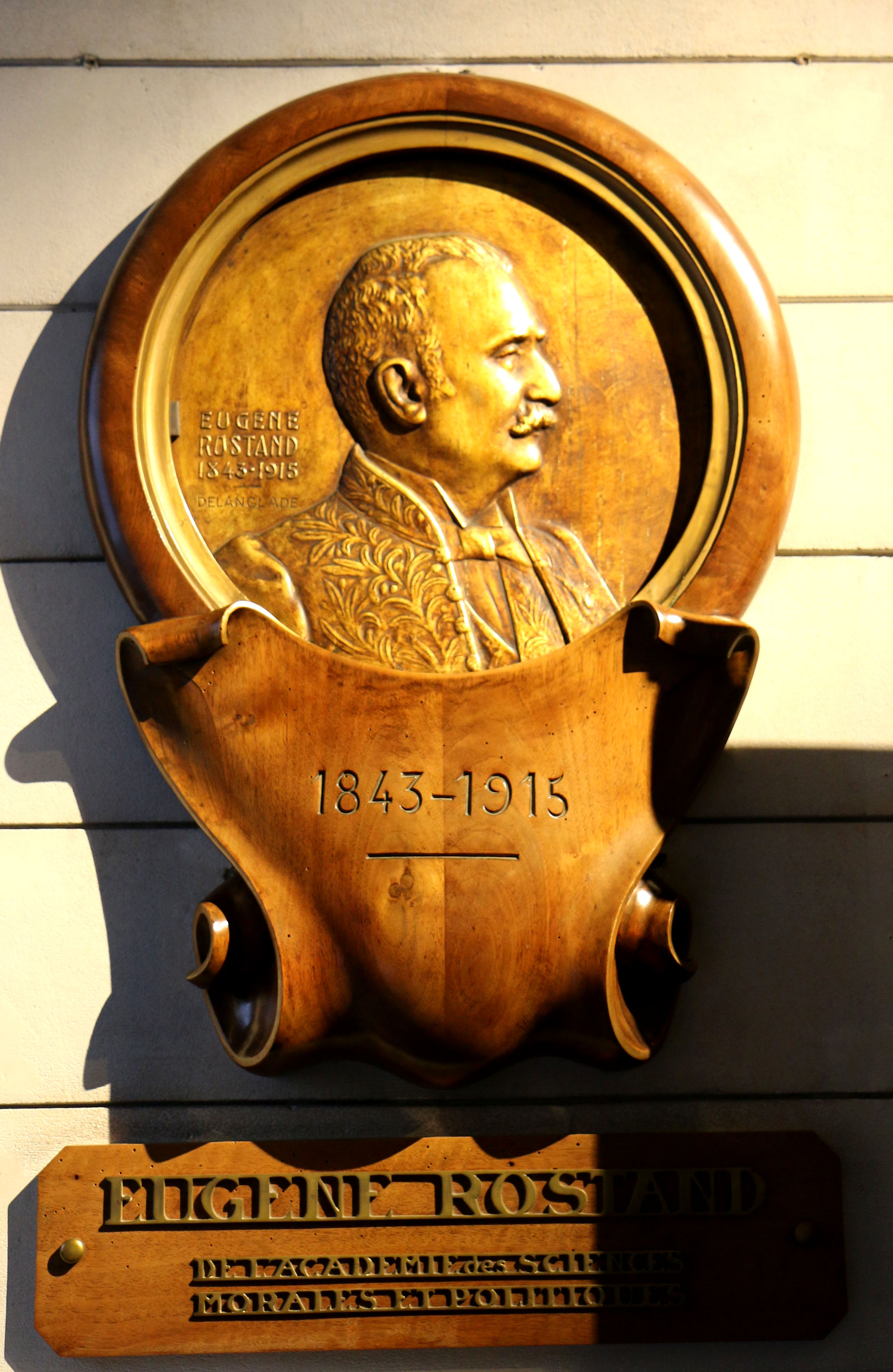
Eugène Rostand

- Buste du peintre François Simon, 1897.
- Buste d'Édouard Delanglade, 1918, Marseille, hôpital Salvator.
- Joueuses d'osselets, 1919, terre cuite.
- Buste d'Antoine de Ruffi, 1922.
- Buste de Stanislas Torrents, 1924[10].
- Portrait en médaillon d'Eugène Rostand, 1936, bronze doré, représentant le président de la Caisse d'épargne des Bouches-du-Rhône, ornant le hall d'entrée de la maison natale d'Edmond Rostand située au 14, rue Edmond-Rostand à Marseille. Ce médaillon est le pendant de celui d'Edmond Rostand sculpté par la belle-fille du poète, Andrée Mante, épouse du biologiste Jean Rostand[11].